# Georg Trexler

Georg Trexler

Georg Max Trexler (* 9. Februar 1903 in Pirna; † 15. Dezember 1979 in Leipzig) war ein deutscher Kirchenmusiker, Musikpädagoge und Komponist.

## Leben

### Familie und Ausbildung
Der Sohn des aus Bayern stammenden Tafelglasmachermeisters und Glasgroßhändlers Georg Peter Trexler (* 11. Oktober 1876; † 24. Juli 1929) und dessen Gattin Olga Maria, geborene Müller (* 14. März 1883; † 8. Juni 1942), wuchs, gemeinsam mit seinem Bruder Walter Richard, im vogtländischen Plauen auf, wo er die Handelsrealschule besuchte, an der er 1921 sein Abitur ablegte.
Seinen ersten Musikunterricht erhielt er bei Richard Nietzsche, dem damaligen Kantor an der katholischen Herz-Jesu Kirche. Bereits im Alter von 16 Jahren trat er als Dirigent von Der Freischütz und der Musik zu Goethes Trauerspiel Egmont in Erscheinung.
Trotz seiner musikalischen Interessen begann er auf Wunsch des Vaters zunächst eine Banklehre in Plauen und Dresden und wechselte 1924 an die Universität Leipzig, um Volkswirtschaft und Rechtswissenschaft zu studieren.
Durch Begegnungen mit Wilhelm Furtwängler als Dirigent des Gewandhausorchesters und Karl Straube als Thomaskantor fühlte er sich zunehmend zur Musik hingezogen, woraufhin er von 1926 bis 1929 ein Studium der katholischen Kirchenmusik in den Fächern Tonsatz, Orgel- und Klavierspiel am 1921 gegründeten Kirchenmusikalischen Institut in Angriff nahm.
Besonderes Interesse zeigte er an den Klavierstücken Paul Hindemiths. Zu seinen Lehrern gehörten u. a. Richard Liesche im Fach Orgelspiel, Karl Hoyer im Fach Orgelimprovisation, Carl Adolf Martienssen im Fach Klavierspiel, Max Hochkofler im Fach Dirigieren/Partiturspiel und Fritz Reuter im Fach Tonsatz. Über Reuter wurde er mit der Kompositionstheorie Sigfrid Karg-Elerts und der Harmonielehre Arnold Schönbergs vertraut gemacht. Den größten Einfluss auf Trexler hatte jedoch Karl Straube.
Um sich sein Studium finanzieren zu können, war Trexler bereits ab 1926 als Kantor und Organist an der Liebfrauenkirche Leipzig-Lindenau tätig. Im selben Jahr wurde er Mitglied im Allgemeinen Cäcilien-Verband Deutschlands. Als Leiter des Lindenauer Kirchenchores begann er mit ersten Kompositionen. 1929 entstand seine Passion nach St. Johannis für vier Solostimmen, dreistimmigen gemischten Chor und Kammerorchester.
Am 9. Juli 1929 legte Trexler am Leipziger Konservatorium seine praktische und theoretische Prüfung ab.
Während seines Studiums hatte er die Studentin im Fach Violine Käte Persike (* 11. April 1905; † 17. Januar 1974 in Leipzig) kennengelernt. Beider Hochzeit fand am 10. Juli 1932 statt. Der Ehe entstammten die Kinder:
- Ursula Maria (* 20. April 1933 in Leipzig)
- Peter Anselm (* 19. September 1934 in Leipzig) und
- Roswitha Christine (* 23. November 1936 in Leipzig),

die allesamt das musikalische Erbe ihrer Eltern weiterführten.
Prägend wurde für Trexler ein Studienaufenthalt im damaligen kirchenmusikalischen Zentrum Kloster Maria Laach. Hier vervollkommnete er sich auf den Gebieten der Liturgik, des Orgelspiels, der Improvisation und des Gregorianischen Chorals.

### Beruflicher Werdegang

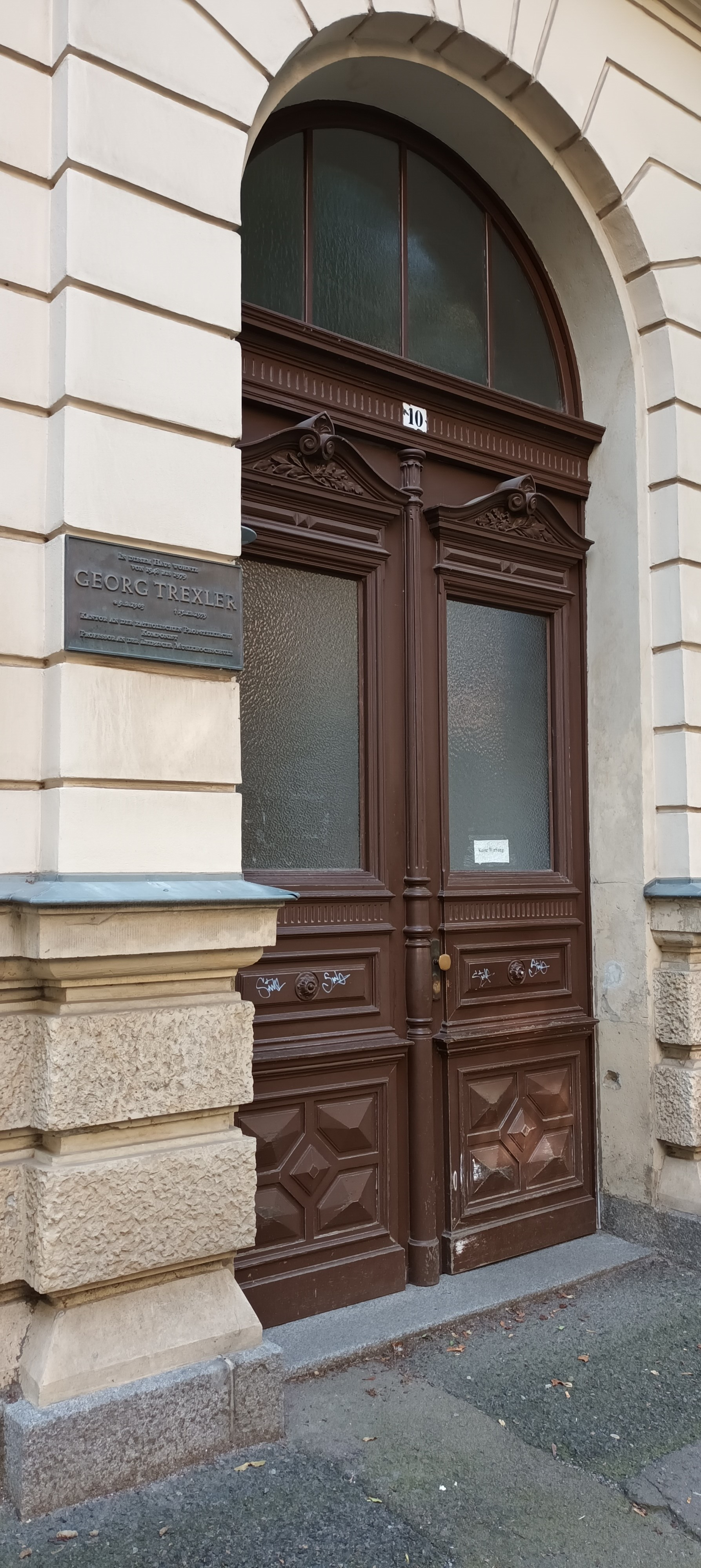
Gedenktafel für Georg Trexler an seinem ehemaligen Wohnhaus, Tschaikowskistraße 10

Nach seinem Studium wurde Trexler in Leipzig sesshaft, wo er zunächst weiter als Organist und Chorleiter an der Liebfrauenkirche in Lindenau wirkte. Ein künstlerischer Höhepunkt war hierbei die am 30. März 1930 erfolgte Liveübertragung von Pergolesis Stabat mater im Rundfunk.
Am 1. April 1930 trat er das Amt des Organisten, Kantors und Chorleiters des Propsteichores an der Propstei- und Stadtpfarrkirche St. Trinitatis in Leipzig an, das er 41 Jahre innehaben sollte. Innerhalb weniger Jahre hatte Trexler den Laienchor zu so hoher Perfektion geführt, dass seine Aufführungen weit über die Grenzen der Stadt hinaus Beachtung und Anerkennung fanden. 1931 widmete ihm Hermann Schroeder seine Motette Schönster Herr Jesu. 
1935 erhielt er auf Vermittlung von Karl Straube einen Lehrauftrag für katholische Liturgie und Orgelspiel am Kirchenmusikalischen Institut des Landeskonservatoriums, der späteren Hochschule für Musik. Daneben war er von 1934 bis 1940 zweiter Dirigent des Leipziger Männerchores.
1940 wurde Trexler mit 37 Jahren zum Wehrdienst im Zweiten Weltkrieg verpflichtet. Nach mehrmaliger Verwundung geriet er 1945 in amerikanische Kriegsgefangenschaft, aus der er nach vier Monaten in die Heimat entlassen wurde. Seine Familie traf er dort unversehrt wieder, aufgrund der kriegszerstörten Propsteikirche und der bevölkerungspolitischen Vorgänge der Kriegs- und Nachkriegszeit stand er beruflich jedoch vor einem totalen Neuanfang. Fortan wurde die Universitätskirche bis zu ihrer 1968 erfolgten Sprengung sein unmittelbarer Wirkungsort.
Mit Wiederaufnahme des Lehrbetriebs wurde Trexler 1946 zum Lehrbeauftragten für Orgelspiel, Gregorianik, katholische Kirchenmusikgeschichte, Liturgik und – als Nachfolger seines Lehrers Hochkofler – Partiturspiel an der Musikhochschule in Leipzig ernannt. 1947 wurde ihm der Titel Kirchenmusikdirektor und 1948 der Titel Professor verliehen.
Als Komponist wurde er vor allem durch seine Orchesterwerke sowie Kantaten bekannt, die hohe Anerkennung fanden. Hervorzuheben ist dabei die Kantate Metanoeite (1950/51) nach biblischen Texten und Texten des Schriftstellers Werner Bergengruen, über die Trexler in seinen Anmerkungen zum Werk schrieb: Mit einer Realität ohnegleichen zeichnet der Dichter das furchtbare Geschehen der Jahre 1933–1945 – und er weist uns, – ich meine die ganze Menschheit, den Weg, den alle Völker der Erde einschlagen müssen, um zu einem wahren, echten Frieden zu gelangen – nämlich mit dem Worte 'METANOEITE' d. h. 'Denket um!' – 'Ändert euern Sinn!'. (...) Der Komponist will mit seiner Musik, unter Zuhilfenahme der Dichtung, einen Beitrag zur Befriedung der Welt leisten. – Diesen und den nachfolgenden Geschlechtern ein Aufruf – allen faschistischen und ähnlichen Tendenzen zu entsagen, entgegenzutreten. So wie wir steinerne Zeugen als Mahnmale errichten, so soll dieses Werk ein tönendes Mahnmal sein. Möge dieses Werk, welches absolut völkerverbindende Züge trägt, – und in der Tat ein zeitloses, d. h. jederzeit gültiges kultur-politisches Dokument des Einsatzes des Dichters und des Musikers für den friedlichen Aufbau der großen, gequälten Welt darstellt, die Gewissen der Welt aufrütteln. Metanoeite wurde am 28. Juni 1953, wenige Tage nach dem Volksaufstand vom 17. Juni, auf dem Fest der Chormusik in Essen durch den Chor der St.-Hedwigs-Kathedrale unter Leitung von Karl Forster uraufgeführt. 1956 nahm der NDR mit seinem Rundfunkchor und dem NDR Sinfonieorchester unter Leitung von Georg Trexler die Kantate für den Hörfunk auf.
Erfolgreich war Trexler darüber hinaus auch auf dem Gebiet der Kammermusik sowie der Musik für Kinder. Sein kompositorisches Schaffen umfasst vor allem kirchlich-sakrale wie auch weltliche Werke.
1968 erfolgte seine Emeritierung als Professor an der Leipziger Musikhochschule. Am 1. September 1969 übergab er das Amt des Organisten der Leipziger Propsteigemeinde an seinen Schüler Kurt Grahl, in dessen Hände er am 1. September 1971 auch die Leitung des Propsteichores legte.
Seinen Ruhestand nutzte Trexler zu Vortragsreisen, bspw. an die Musikhochschulen von Stuttgart und Hannover sowie an die Kirchenmusikschule Regensburg, an der er, in Zusammenarbeit mit dem Bayerischen Rundfunk, eigene geistliche Werke mit dem Chor und Orchester des dortigen Kirchenmusikalischen Instituts einspielte.
Anlässlich seines 70. Geburtstages hielt Winfried Schrammek die Laudatio während einer Feierstunde, die vom Verband der Komponisten und Musikwissenschaftler der DDR ausgerichtet wurde. Das Gewandhausorchester unter Leitung von Kurt Masur ehrte ihn mit der Aufführung seines Orchesterwerkes Toccata maestoso am 8. Februar 1973.
Zu Trexlers bedeutendsten Spätwerk gehört das vom Bistum Limburg anlässlich seines 150-jährigen Bestehens in Auftrag gegebene und durch Trexler am 24. Oktober 1976 fertiggestellte Deutsche Te Deum, dessen Übersetzung aus dem Lateinischen von Romano Guardini verfasst wurde und das 1977 vom Limburger Domchor unter Leitung von Domkapellmeister Hans Bernhard (1929–2002) uraufgeführt wurde. Der Bayerische Rundfunk nahm unter gleicher Besetzung und mit Rosalinde Haas an der Orgel das Deutsche Te Deum 1978 auf. Diese Einspielung erschien im Calig-Verlag München auf Schallplatte.
Als Georg Trexler 1979 starb, würdigten zahlreiche Artikel in Tageszeitungen von Ost- und Westdeutschland sein Leben und Werk. Er wurde darin zu den bedeutendsten sakralen Musikschöpfern seiner Zeit gerechnet. Georg Trexler wurde neben seiner ersten Frau auf dem Leipziger Südfriedhof beerdigt.
Sein musikalischer Nachlass ist in der Musikabteilung der Berliner Staatsbibliothek hinterlegt. Teile seines privaten schriftlichen Nachlasses befinden sich im Archiv der Hochschule für Musik und Theater in Leipzig.

## Ehrungen

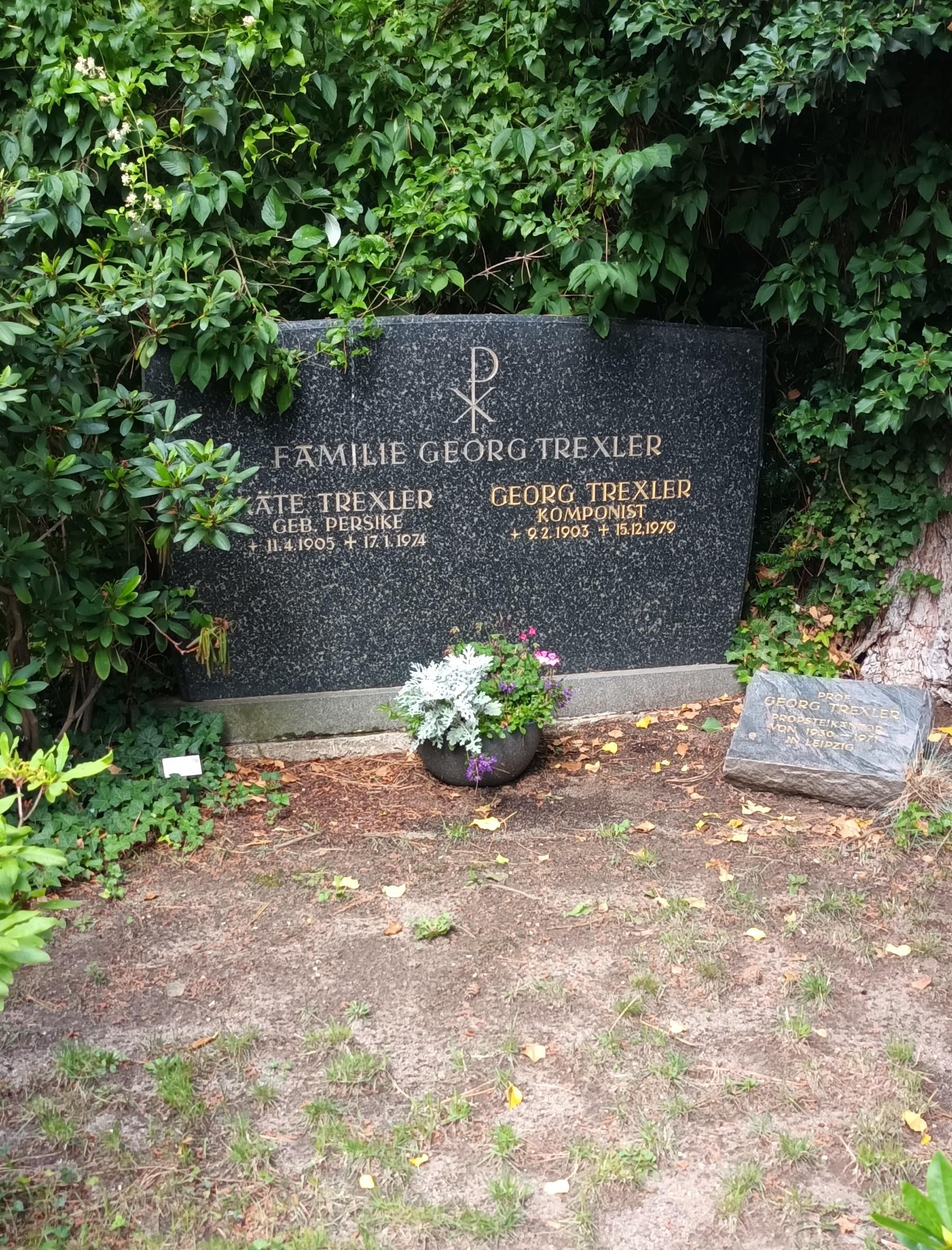
Grabstätte Georg Trexler

- 1967 verlieh ihm Papst Paul VI. den Silvesterorden in Anerkennung seiner Verdienste
- 2003 Gedenktafel an seinem ehemaligen Wohnhaus in Leipzig, Tschaikowskistraße 10

## Schüler (Auswahl)
Zu den Schülern Georg Trexlers zählen u. a.:
- Kurt Grahl
- Diethard Hellmann
- Karl Richter
- Hans-Joachim Rotzsch
- Gothart Stier
- Amadeus Webersinke

## Kritiken, Zitate
„Georg Trexler hatte seine Anknüpfungspunkte früh gewählt und zeitlebens beibehalten. Der Gregorianische Choral, die altklassische Polyphonie und die großangelegten (kirchenmusikalischen) Kompositionen Bruckners sind die Basis. Sie werden verbunden mit neuen, zeitgemäßen Klangmöglichkeiten im Rahmen der natürlichen Spiel- und Singtechniken der Instrumentalisten und Sänger. (...) Zur Problematik des Wirkens von Georg Trexler muss allerdings auch der Umstand gesehen werden, dass er (...) auf dem Gebiet der weiteren Ausrichtung der katholischen Musica sacra in einer ‚Nebelfront‘ musikalischer Neuorientierung landete. (...) Für den Komponisten Trexler und andere Kirchenmusiker waren die Neuerungen und Vorschriften des II. Vatikanischen Konzils eher einengend und die katholische Kirche in den 60er und 70er Jahren des 20. Jahrhunderts kein künstlerischer Partner mehr. Es hat den Anschein, als sei Georg Trexler wegen dieser Unklarheiten mehr und mehr in den weltlichen Konzertsaal geflüchtet. Die intolerante politische Zwangsgesellschaft der DDR war für ihn aber auch niemals geistige Heimat.“

„Er hat gezeigt, daß man die gläubigen Hörer mit neuen, kühnen Klängen fordern, sie dabei aber auch zu die Seele schwingen machender actuosa participatio anregen kann. Die Kirchenmusik, die ich von Georg Trexler kenne, gehört zum Besten, was es zwischen Gregorianik und nachkonziliaren Schöpfung gibt, wobei er im Klanggeschehen der Gegenwart überhaupt seinesgleichen sucht.“

„Trexler war der Wegbereiter einer tiefgreifenden geistigen und künstlerischen Neuorientierung ... nicht als Neutönertum, sondern als Zurückführung zu den Wurzeln. Er weiß sich als Schaffender wie als Lehrender unlösbar verbunden mit einer nahezu zwei Jahrtausende umspannenden großen Tradition. Als einer der ersten in der katholischen Kirchenmusik unseres Jahrhunderts hat er wieder auf den elementaren Grund und die unversiegbare Quelle allen Musizierens im gottesdienstlichen Raum der katholischen Kirche, den gregorianischen Choral, hingewiesen.“

## Werke
- Vokalmusik
  - Messen (lateinisch)
    - Missa in d für gem. Chor, Bläse und Orgel (1935)
    - Missa brevis a) für dreistimmigen Männerchor a capella (1945, Kriegsgefangenenlager Romilly s. Seine) b) für dreistimmigen gemischten Chor und Orgel (1946)
    - Missa "Tu rex Gloriae, Christe" für fünfstimmigen gemischten Chor a capella (1954)
    - Missa "In manus tuas, Domine" für dreist. gem. Chor u. Orgel (1957)
    - Missa "In te, Domine, spreavi" für vier - sechsst. gem. Chor und Bläser (1961)

  - Messen (deutsch)
    - Deutsches Ordinarium f. Schola, Gemeinde, Chor und Orgel, (1965)
    - Deutsches Ordinarium (ohne Credo) "Leipziger Ordinarium" f. Schola, Gemeinde, Chor und Orgel (1967)

  - Kantaten
    - " METANOEITE" nach Texten des "Dies irae" von Werner Bergengruen u. dem Offizium der Kirche für Bariton-Solo, vier-achtst. gem. Chor u. Orchester (1950/51). VEB Breitkopf & Härtel, Leipzig 1953
    - "ASSUMPTA EST MARIA" nach Texten des Alten und Neuen Testaments, Hymnen aus dem Offizium der Kirche für vier Solostimmen, gem. Chor und Orchester (od. Orgel) (1957/58). Willy Müller Süddeutscher Musikverlag, Heidelberg 1961

  - Passion
    - Passion nach St. Johannis, Kap. 19 für vier Solostimmen, dreist. gem. Chor, Kammerorchester, (1929)

- - Nun bringen wir die Gaben
  - Herr, was im alten Bunde
  - Mariä Wiegenlied
  - Schmach und Trübsal
  - Zwei Hymnen (1951)
  - Gnade Euch und Friede
  - Ich hörte etwas wie die Stimme vielen Volkes
  - Das Deutsche Te Deum (1976/77)
  - Zwei Motetten
  - Vater unser für zwei Chöre (1975)
  - Salve Regina (1954)

- Meditationen über Themen des „Te Deum“ von Anton Bruckner (1967)
- Toccata über ein Thema aus dem Gloria der Messe in e-Moll von Anton Bruckner
- Introduktion und Passacaglia über ein Thema der VIII. Symphonie von Anton Bruckner (1949)
- Palmsonntagsproprium
- Deutsches Proprium zum Feste Erscheinung des Herrn (1966)
- Deutsches Proprium vom Fest Allerheiligen (1975)
- Instrumentalmusik
  - Orchesterwerke
    - Musik für Orchester (1946)
    - Sinfoniea breve (1953)
    - Toccata maestroso (1953)
    - Suite f. Kammerorchester (1954)
    - Konzert in D f. Orchester
    - Sinfonische Burlesken (nach Bildern von P. Brueghel) (1963)
    - Fantasie in Es f. Orchester (1975)
    - Introduzione e Scherzo f. Orch, (1977)

  - Instrumentalkonzerte mit Orchester
    - Concertino für Violine und Orchester (1939)[10]
    - zwei Stücke für Solo-Violine u. Kammerorchester (1943)
    - Musik f. Oboe u, Kammerorchester (1945)
    - Konzert für Klavier und Orchester (1953)
    - Suite f. Violoncello und Kammerorchester (1957)
    - Konzert für Orgel, Streicher u. Pauken (1959)

  - Kammermusik
    - Sonatine für Viola und Klavier (1953)
    - Sonate für Violoncello und Klavier (1953)
    - Trio für Violine, Violoncello und Klavier (1955)
    - „Spitzweg-Suite“ für Bläserquintett (1956)
    - Suite für Violoncello und Klavier (1958)
    - Divertimento für Klavier (1958)
    - Sextett für Bläserquintett und Klavier (1958)
    - Bagatellen für Klavier (Vier Temperamente) (1965)

- Schriften
  - Das Motu proprio Pius X. und die neue Kirchenmusik. (1956)
  - Die Musik der römischen Messe. (1963)